# Свиток
Свиток — длинный лист писчего материала (папируса, пергамента или бумаги), сматываемый для хранения в рулон, на таком листе писали поперёк его длины.

## История
Исследователи XIX века предполагали, что песенники провансальских трубадуров составлялись на основе авторских свитков. Такие пергаментные свитки предназначались для распространения сочинений трубадуров при их исполнении жонглёрами, и в них записывались песни одного автора. Такую гипотезу выдвигал Ф. К. Диц, в 1877 году данное мнение разделял Густав Гробер (Gustav Gröber). Авторские пергаментный свитки с песнями трубадуров не были известны специалистам — их можно было увидеть лишь на миниатюрах средневековых рукописей, но гипотеза подтвердилась в 1914 году, когда был обнаружен «Пергамент Винделя». Впоследствии предположение М. П. Ферейры (Manuel Pedro Ferreira) о том, что этот пергамент мог быть средней частью книги или брошюры, не опровергло первоначальную гипотезу исследователей XIX века о свитке.
Документы в виде длинной ленты из подклеенных один к другому листов, свертываемых в свиток, в Русском государстве называли столбцами.

## Военное дело
«Свиток» — именная пищаль, мастера-литейщика Семёна Дубинина, 1591 года, хранится в городе Санкт-Петербург, в Артиллерийском музее.

## В (компьютерных) играх
В (компьютерных) играх, преимущественно жанра RPG, свитком называется игровой предмет — лист бумаги, содержащий заклинание. После прочтения заклинания свиток чаще всего уничтожается.

## Галерея
- Свиток Книги Есфирь, Севилья, Испания.
- Ингредиенты, используемые в производстве чернил для еврейских свитков
- Свитки, содержащие акты парламента Великобритании, хранятся в парламентских архивах, Вестминстерский дворец, Лондон
- Свиток